# Porotos con riendas
Porotos con riendas es un plato de fondo tradicional de la cocina chilena. Su nombre muestra una metáfora campesina de las tiras de cuero de chancho, que lleva tradicionalmente el plato, asociados a riendas. La variante de porotos con tallarines fue la adaptación del plato de campo a los hábitos y recursos de la ciudad. 
Típicamente, se preparan con cuero de chancho, chicharrones o en su defecto longaniza; hay otros que agregan acelga u otros ingredientes. 
Si bien se suele servir con longaniza, también es posible servirlo con huevo frito, chuleta de cerdo y/o plateada (corte de carne de res). Cuando se sirve con estos ingredientes al mismo tiempo es popularmente llamado Pancho Villa. 

## Historia
Los porotos con riendas es una comida nacida en el campo chileno. Al faenar chanchos, se procuraba obtener provecho de cada una de sus partes: grasa (para cocinar, hacer jabón o velas), chicharrones, carne, queso de cabeza, gelatina de médula, embutidos de hígado, cocimientos de interiores; el cuero no solo era aprovechado como material para vestimentas —también se aprovechaba en las comidas, siendo una de ellas los porotos con riendas—.

## Aspectos nutricionales
Desde el punto de vista nutricional, mezclar legumbres con carbohidratos hace que un plato de legumbres aporte gran cantidad de fibra y proteína. Esto lo hace, de hecho, un plato mucho más saludable que en su versión con carnes o embutidos de origen animal. Además, la combinación de porotos con carbohidratos (comúnmente pastas), ayuda a la digestión de las legumbres de carácter un poco reactivo.